# Grootsporige vezelkop
De grootsporige vezelkop (Inocybe similis) is een schimmel behorend tot de familie Inocybaceae. Hij vormt ectomycorrhiza en komt voor op kalkrijke, grindzandige oevers van bergrivieren, zelden ook aan kusten. Hij is gevonden op rijke zandgronden in loofbossen bij wilg (Salix).

## Kenmerken

### Uiterlijke kenmerken
Hoed
De hoed heeft een grote tot 3,5 cm. De hoedkleur is okerbruin, lichtbruin, bruin, soms met een koperachtige tint. Het hoedoppervlak is wollig-fibrillose tot schilferig, vaak met duidelijke vezelbundels. 
Steel
De steel is helemaal berijpt, soms met een verdikte basis.

### Microscopische kenmerken
De sporen zijn langwerpig, meestal glad, maar soms wat hobbelig, tot ca. 14 × 8 µm, maar meestal rond de 12 × 7 µm. Hij heeft dikwandige pleurocystidia met kristallen. Hymeniale cystidia hebben een grootte van 100 × 28 µm met wanden tot ca. 3,5 (5) µm dik. Ze zijn meestal volumineus (sub)cilindrisch, (sub)fusiform, (sub)utriform en ook (sub)clavate. Ze reageren zwak positief met KOH.

## Verspreiding
De grootsporige vezelkop komt in Nederland uiterst zeldzaam voor. Hij staat op de rode lijst in de categorie 'ernstig bedreigd'.